# Pușcă automată

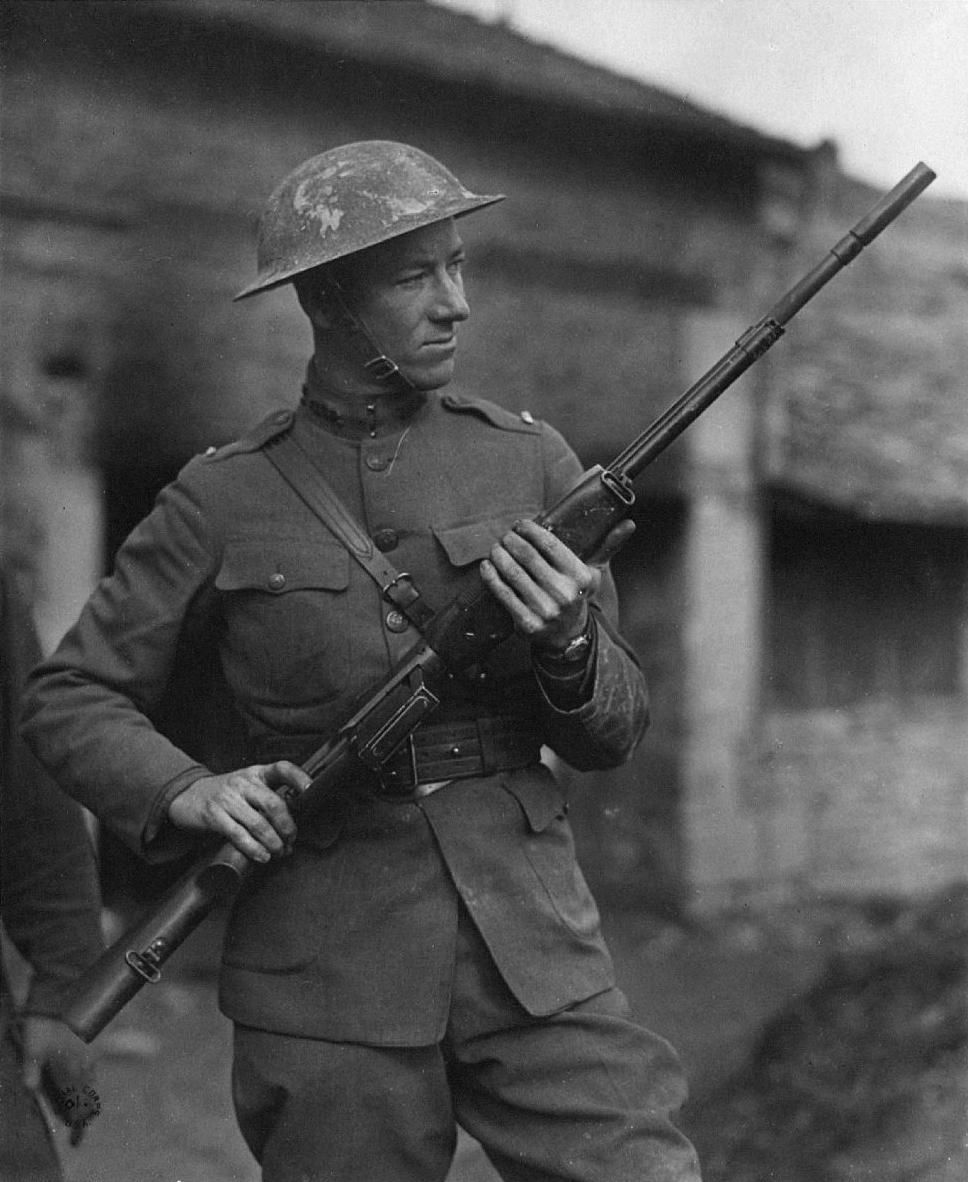
Locotenentul Val A. Browning cu o pușcă automată Browning, pe frontul din Franța, în timpul Primului Război Mondial.

Pușca automată este un tip de pușcă cu auto-încărcare, care este capabilă să execute foc complet automat. Puștile automate se deosebesc de puștile semi-automate prin capacitatea lor de a trage mai multe focuri succesive la o singură apăsare pe trăgaci. Majoritatea puștilor automate sunt dotate cu mecanisme de selectare a regimului de executare a focului: semi-automat (foc cu foc) sau complet automat. Cele mai multe puști automate din prezent sunt cele din categoria puștilor de asalt.

## Istoric

### Cei-Rigotti
Prima pușcă automată din lume a fost modelul italian Cei-Rigotti. Fabricată pentru prima dată în anul 1900, aceasta utiliza muniție de calibrul 6,5 mm (ca și carabina Carcano) sau de calibrul 7,65 x 53 mm. Executarea focului era selectivă (foc automat sau foc-cu-foc), cel automat fiind acționat de energia cinetică a gazelor produse de explozia încărcăturii cartușului. Magazia (încărcătorul) era detașabilă, fiind folosite modele cu 10, 20 sau 50 de cartușe. Arma a avut mai multe deficiențe, printre care blocarea frecventă și tirul neregulat. În cele din urmă, nicio armată nu și-a manifestat interesul de a o achiziționa și proiectul a fost abandonat.

### Browning Automatic Rifle

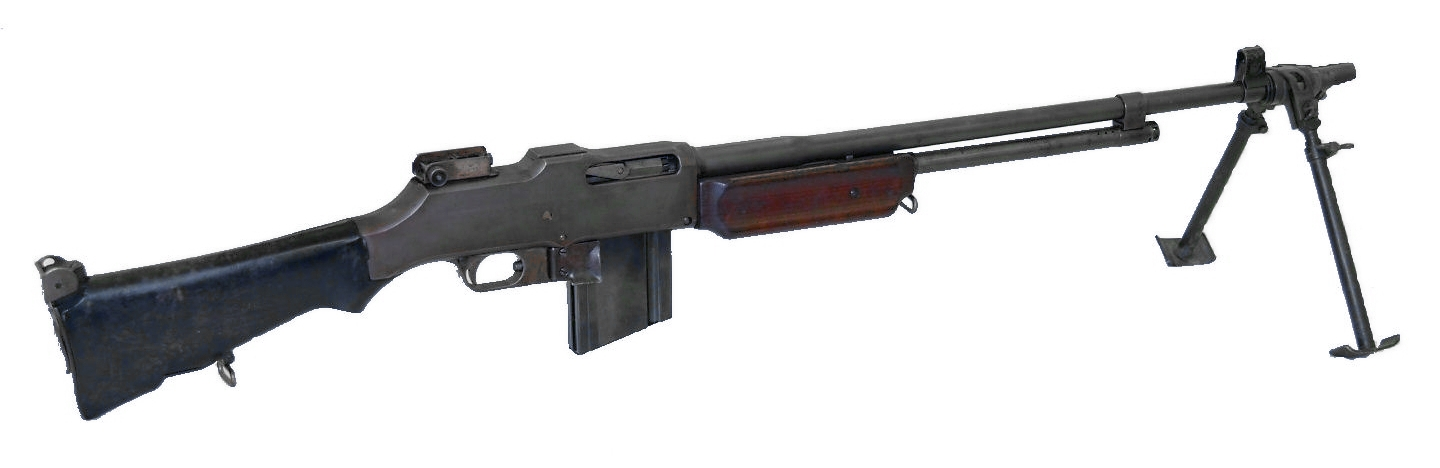
Browning Automatic Rifle (BAR), M1918A2

Browning Automatic Rifle (prescurtat BAR) a fost una dintre primele puști automate utilizate efectiv în luptă. BAR a fost folosită cu succes de Armata Statelor Unite ale Americii în Primul Război Mondial, aproximativ 50.000 de astfel de arme fiind fabricate înainte de terminarea războiului. Proiectul BAR a fost inspirat de conceptul Marching fire⁠(en)[traduceți], americanii observând și modul în care francezii foloseau în ofensivă pușca-mitralieră „Chauchat”.
Pușca automată BAR a fost apreciată pentru fiabilitatea sa și puterea de foc. Forțele armate americane au abandonat BAR la mijlocul anilor 1950, deși acest model a mai fost reținut în stocurile de rezervă mai mulți ani; de asemenea, BAR a mai fost folosită în unele țări mai mici, până la sfârșitul anilor 1970.

### Ribeyrolles 1918
Pușca automată Ribeyrolles 1918 a fost un model de pușcă automată creat pentru forțele armate franceze în timpul Primului Război Mondial. Nu a intrat însă în producția de masă, fiind folosit de francezi, în număr limitat, doar în câteva operațiuni de pe frontul de vest al Primului Război Mondial.

### FG 42

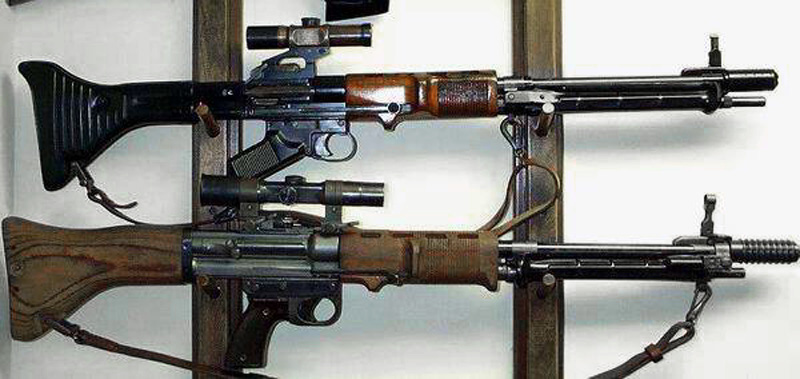
FG 42: la începutul războiului (sus) și la sfârșitul acestuia (jos)

FG 42 este o pușcă automată produsă în Germania în timpul celui de-al Doilea Război Mondial. Arma a fost dezvoltată special pentru utilizarea de către Forțele aeropurtate (Fallschirmjäger) în 1942 și a fost folosită, în număr limitat, până la sfârșitul războiului. A fost o pușcă automată având în mare același rol ca și Browning Automatic Rifle (BAR), combinând puterea de foc a unei puști-mitraliere cu precizia tirului unei puști cu repetiție (Karabiner 98k în acest caz). A fost considerată una dintre cele mai avansate arme din Al Doilea Război Mondial, iar designul ei a fost copiat de către Armata SUA, atunci când aceasta a dezvoltat mitraliera M60⁠(en)[traduceți].

## Puști de asalt
Derivând din pușca automată clasică, pușca de asalt (numită uneori și armă de asalt) este în prezent principala armă de foc individuală a infanteriștilor din majoritatea armatelor contemporane. A fost utilizată pentru prima dată în timpul celui de-al Doilea Război Mondial, iar până la sfârșitul secolului XX a devenit arma de serviciu standard pentru cele mai multe dintre armate din lume.
Se deosebește de pistolul-mitralieră prin muniția utilizată și distanța de tragere maximă („bătaia”), iar de pușca-mitralieră prin dimensiuni și capacitatea magaziei (încărcătorului).

### Sturmgewehr 44

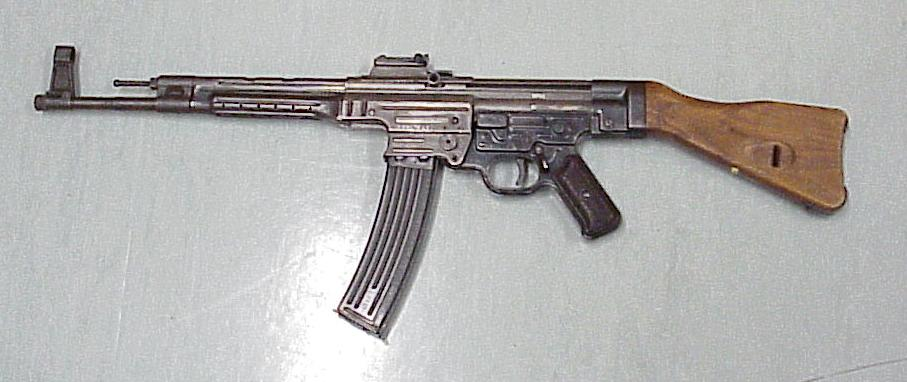
Pușcă de asalt Sturmgewehr 44

Dezvoltată în timpul celui de-Al Doilea Război Mondial de către inginerii și armurierii Wehrmachtului, Sturmgewehr 44 (abreviat StG 44) a combinat caracteristicile de carabină, pistol-mitralieră și pușcă automată.
Având o greutate de 4,62 kg (sau 5,13 kg cu încărcătura), utiliza muniția de calibru 7,92 x 33 mm, cu o cadență de 600 gloanțe/minut. Încărcătorul avea 30 cartușe. Viteza inițială a proiectilelor era de 685 m/s, asigurând o bătaie maximă de 600 m.
Deși Sturmgewehr 44 și-a dovedit eficiența, în special pe Frontul de Răsărit, oferind un volum mai mare de foc în comparație cu puștile standard ale infanteriei germane, apariția sa a venit prea târziu pentru a avea un efect semnificativ asupra rezultatului războiului.

### AK-47

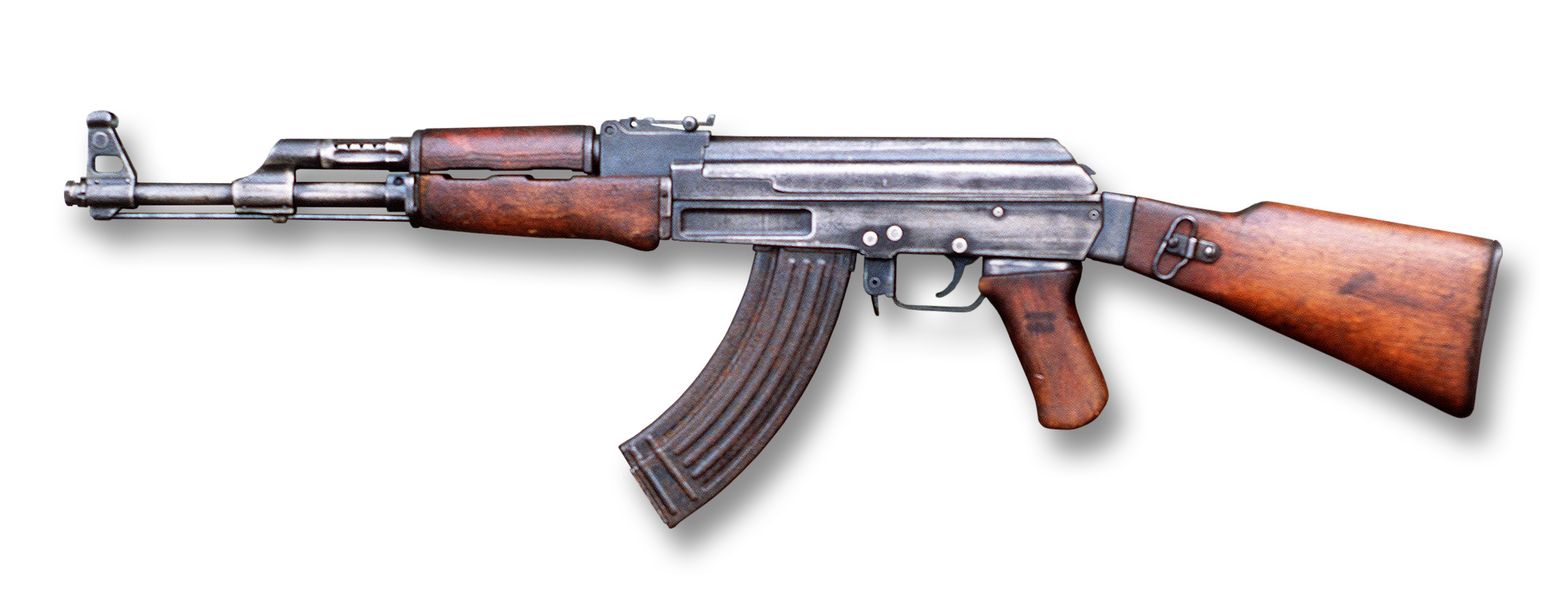
Pușcă de asalt AK-47

AK-47 (prescurtarea denumirii din limba rusă Автомат Калашникова образца 1947 года, „Automat Kalașnikov model 1947”) este o pușcă de asalt creată în 1947 de Mihail Kalașnikov, acesta inspirându-se de la modelul german Sturmgewehr 44 (StG 44).
După mai multe modernizări, AK-47 a fost adoptată la scară largă de Armata Roșie și, ulterior, a fost folosită în timpul Războiului Rece ca armă standard de armatele statelor din Blocul Estic.
Are o greutate de 4,3 kg (cu încărcătorul gol) și utilizează muniția de calibru 7,62 x 39 mm, cu o cadență de 600 gloanțe/minut. Încărcătorul are 30 cartușe. Viteza inițială a proiectilelor este de 715 m/s, asigurând o bătaie eficace de circa 400 m.
AK-47 are costuri foarte mici și se întreține foarte ușor. Este ușor de demontat și rămâne funcțională chiar și după ce este scufundată în apă sau îngropată în nisip. Aceste avantaje tehnice s-au dovedit decisive în timpul războiului din Vietnam și i-au sporit popularitatea, îndeosebi în rândul forțelor de gherilă. Oficial, între 70 și 100 de milioane de exemplare au fost fabricate până acum în întreaga lume, AK-47 fiind cea mai răspândită armă de foc din lume.

### M16

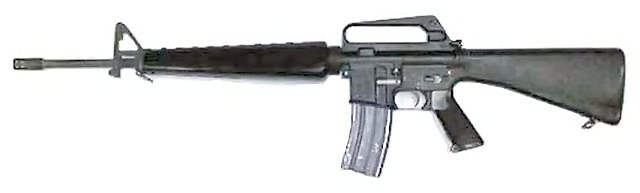
Pușcă de asalt M16 (varianta A1)

M16 este o pușcă de asalt americană folosită pentru prima dată în operațiunile militare de către forțele terestre ale Statelor Unite ale Americii în timpul luptelor de junglă din Vietnamul de Sud, începând cu anul 1964. Până în 1969, M16 a devenit principala armă de foc folosită de trupele americane din Războiul din Vietnam, înlocuind pușca M14.
Are o greutate de 2.89 kg (cu încărcătorul gol) și folosește muniție de calibru 5,56x45 mm, cu o cadență de 700 gloanțe/minut. Încărcătoarele sunt de două tipuri: cu 20 sau cu 30 de cartușe. Viteza inițială a proiectilelor este de 960 m/s, asigurând o bătaie eficace de circa 550 m.
Această armă utilizează muniție de calibrul 5,56x45 mm, care poate produce răni adânci și în momentul impactului cu corpul uman. Din cauza vitezei mari a glonțului și a continuării rotirii acestuia după pătrunderea în corp, țesutul uman este fragmentat, fiind realizat un transfer rapid de energie prin interacțiune mecanică.
Încă din timpul Războiului din Vietnam, seria de arme M16 a devenit pușca standard a armatei americane. Împreună cu variantele sale, este folosită de armatele a 15 țări membre ale NATO, precum și ale altor 80 de țări și este cea mai produsă armă de foc care folosește calibrul 5,56×45mm NATO.

## Muniție

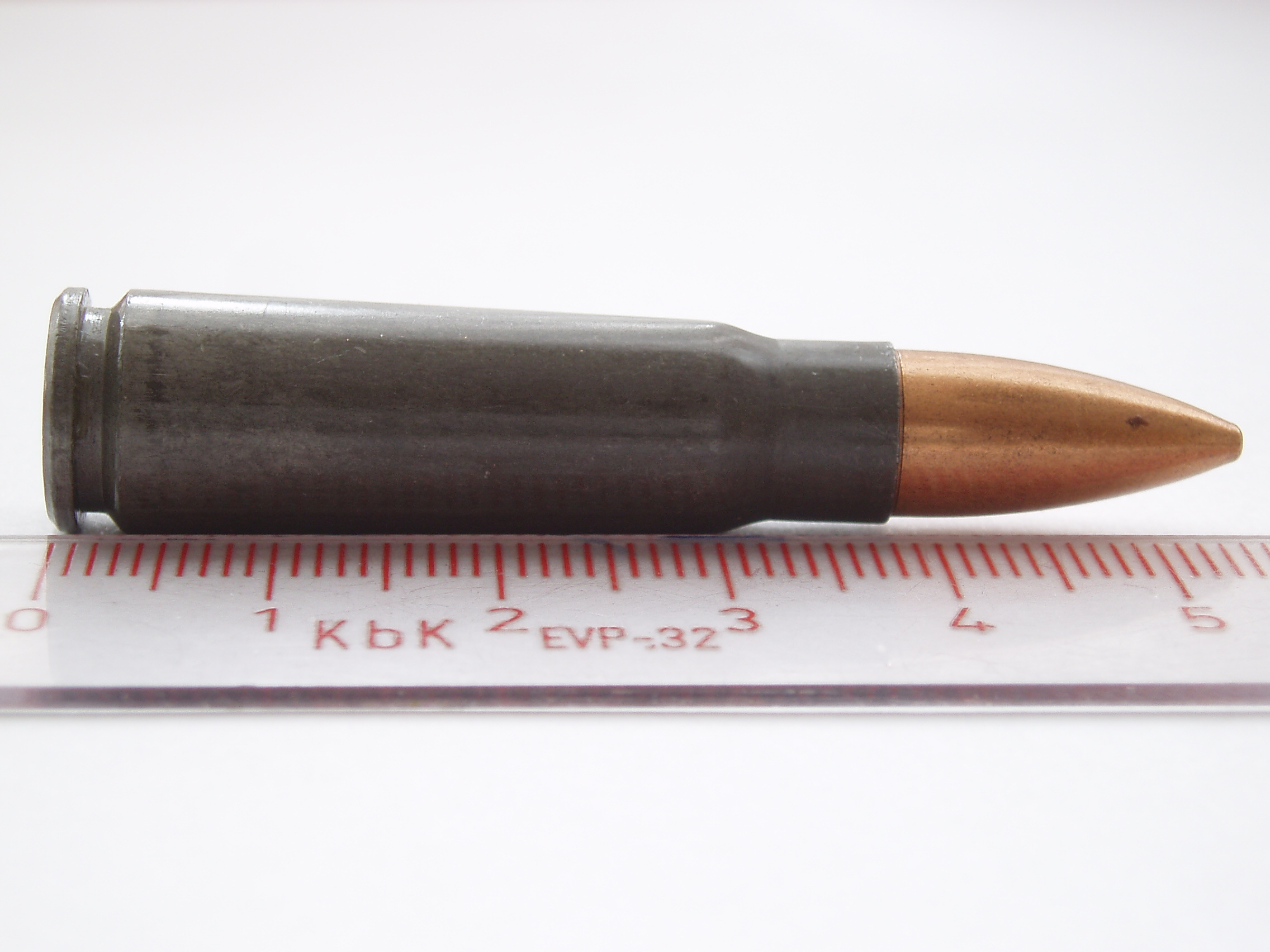
Cartuș 7,62×39mm

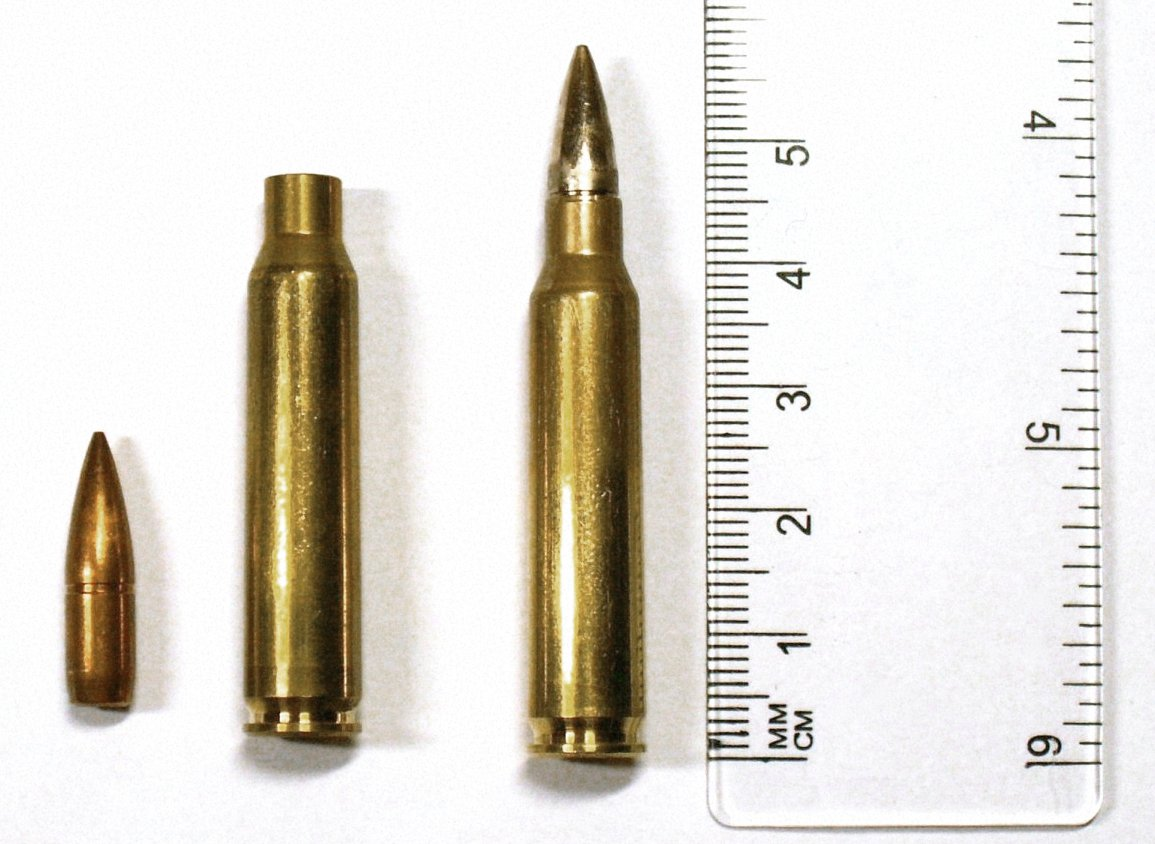
Cartuș 5,56×45mm NATO

La început, puștile automate foloseau aceeași muniție ca puștile cu repetiție și puștile-mitralieră. Odată cu apariția puștilor de asalt s-a răspândit utilizarea cartușelor mai scurte decât cele precedente (mai lungi însă decât cele ale pistoalelor-mitralieră), care duc la o greutate mai mică a armei, asigurând totuși o distanță de tragere maximă („bătaie”) suficientă, de circa 600 m.
În prezent, cele mai răspândite tipuri de muniție pentru puștile automate sunt cartușele 7,62×39mm⁠(en)[traduceți] (utilizate la pușca de asalt AK-47 și derivatele acesteia) și 5,56×45mm NATO.